# Univerzální třída
Univerzální třída je matematický pojem z oboru teorie množin označující třídu všech množin. 

## Označení a formální definice
Univerzální třída se obvykle značí {\displaystyle \mathbb {V} \,\!} a bývá definována jako {\displaystyle \,\mathbb {V} =\{x:x=x\}}. S ohledem na to, že {\displaystyle =\,\!} je reflexivní relace, patří do takto definované třídy všechny množiny.

## Vlastnosti univerzální třídy
- Univerzální třída {\displaystyle \mathbb {V} \,\!} obsahuje každou množinu nejen jako svůj prvek, ale zároveň také jako svojí podmnožinu.

Tento závěr vyplývá z faktu, že prvkem množiny může být opět pouze množina, tedy každý prvek každé množiny patří do {\displaystyle \mathbb {V} \,\!}. Pokud ale každý prvek nějaké množiny patří do {\displaystyle \mathbb {V} \,\!}, pak je podle definice tato množina podmnožinou {\displaystyle \mathbb {V} \,\!}.
- Univerzální třída {\displaystyle \mathbb {V} \,\!} není množina (je to tedy vlastní třída).

Pokud by {\displaystyle \mathbb {V} \,\!} byla množina, pak je podle axiomu potence množinou také její potenční množina {\displaystyle \mathbb {P} (\mathbb {V} )\,\!}. Podle Cantorovy věty má {\displaystyle \mathbb {P} (\mathbb {V} )\,\!} větší mohutnost než {\displaystyle \mathbb {V} \,\!}, ale podle předchozího odstavce je zároveň {\displaystyle \mathbb {P} (\mathbb {V} )\,\!} podmnožinou {\displaystyle \mathbb {V} \,\!}, což je sporné tvrzení (podmnožina nemůže mít větší mohutnost, než celá množina).
- Univerzální třída {\displaystyle \mathbb {V} \,\!} není jedinou vlastní třídou – existují i „menší“ vlastní třídy, například třída {\displaystyle \mathbb {O} n\,\!} všech ordinálních čísel nebo třída {\displaystyle \mathbb {C} n\,\!} všech kardinálních čísel.

To mimo jiné znamená, že ve vztahu z prvního odstavce {\displaystyle x\in \mathbb {V} \implies x\subseteq \mathbb {V} \,\!} nelze obrátit implikaci.

## Vztah k různým dodatečným předpokladůmZF
Vlastnosti univerzální třídy se mohou značně lišit v závislosti na tom, jaké dodatečné předpoklady přijmeme k axiomatizaci Zermelo-Fraenkelovy teorie množin bez axiomu fundovanosti (tato teorie se obvykle značí {\displaystyle ZF_{-}}).
- axiom fundovanosti (AF): Pak {\displaystyle \mathbb {V} \,\!} je rovna fundovanému jádru {\displaystyle \mathbb {WF} \,\!} (třídě, která vznikne z prázdné množiny iterováním operace potence)
- axiom konstruovatelnosti (V=L): Pak {\displaystyle \mathbb {V} \,\!} je rovna třídě konstruovatelných množin {\displaystyle \mathbb {L} \,\!} (třídě, která vznikne z prázdné množiny postupným uzavíráním na Gödelovské operace)
- axiom silného výběru (AS): Pak existuje bijekce mezi {\displaystyle \mathbb {V} \,\!} a třídou {\displaystyle \mathbb {O} n\,\!} všech ordinálních čísel.
- axiom silného výběru (AS) + axiom superuniverzality (ASU): Pak existuje netriviální elementární vnoření {\displaystyle \mathbb {V} \,\!} do {\displaystyle \kappa }-saturované tranzitivní třídy.